# Deutsche Fußballmeisterschaft der B-Junioren 1998/99
Die deutsche B-Jugendmeisterschaft 1999 war die 23. Auflage dieses Wettbewerbes. Meister wurde der VfB Stuttgart, das im Finale Borussia Dortmund mit 3:1 besiegte.

## Teilnehmende Mannschaften
| Regionalverband Nord | Regionalverband West                                                                                      | Regionalverband Südwest                                                                | Regionalverband Süd | Regionalverband Nordost |
| - Schleswig-Holstein: Holstein Kiel - Hamburg: Hamburger SV - Bremen: Werder Bremen - Niedersachsen: Eintracht Braunschweig | - Westfalen: Borussia Dortmund - Mittelrhein: Bayer 04 Leverkusen - Niederrhein: Borussia Mönchengladbach | - Rheinland: SV Wittlich - Südwest: 1. FC Kaiserslautern - Saarland: 1. FC Saarbrücken | - Hessen: Eintracht Frankfurt - Baden: Karlsruher SC - Südbaden: SC Freiburg - Württemberg: VfB Stuttgart - Bayern: 1. FC Nürnberg | - Mecklenburg-Vorpommern: FC Eintracht Schwerin - Brandenburg: FC Energie Cottbus - Berlin: Hertha BSC - Sachsen-Anhalt: 1. FC Magdeburg - Thüringen: FC Carl Zeiss Jena - Sachsen: VfB Leipzig |

## Vorrunde
| Datum                       |                     | Ergebnis  |                        |
| --------------------------- | ------------------- | --------- | ---------------------- |
| Gruppe Nord-West:           |                     |           |                        |
| So 20. Juni 1999, 11:00 Uhr | Bayer 04 Leverkusen | 0:2 n. V. | Hertha BSC             |
| Fr 18. Juni 1999, 11:00 Uhr | 1. FC Magdeburg     | 3:4 n. V. | Eintracht Braunschweig |
| So 20. Juni 1999, 11:00 Uhr | Holstein Kiel       | 1:2 n. V. | FC Energie Cottbus     |
| Gruppe Süd-Südwest:         |                     |           |                        |
| Sa 19. Juni 1999, 18:00 Uhr | 1. FC Saarbrücken   | 1:6       | 1. FC Kaiserslautern   |
| So 20. Juni 1999, 11:00 Uhr | 1. FC Nürnberg      | 1:0       | Karlsruher SC          |

## Achtelfinale
| Datum                       |                        | Ergebnis |                          |
| --------------------------- | ---------------------- | -------- | ------------------------ |
| Gruppe Nord-West:           |                        |          |                          |
| Sa 26. Juni 1999, 14:00 Uhr | FC Eintracht Schwerin  | 2:1      | Hamburger SV             |
| Sa 26. Juni 1999, 15:00 Uhr | Borussia Dortmund      | 6:1      | FC Energie Cottbus       |
| So 27. Juni 1999, 11:00 Uhr | SV Werder Bremen       | 3:2      | Hertha BSC               |
| So 27. Juni 1999, 11:00 Uhr | Eintracht Braunschweig | 2:4      | Borussia Mönchengladbach |
| Gruppe Süd-Südwest:         |                        |          |                          |
| So 27. Juni 1999, 13:00 Uhr | SV Wittlich            | 0:2      | 1. FC Nürnberg           |
| So 28. Juni 1999, 11:00 Uhr | VfB Leipzig            | 0:4      | VfB Stuttgart            |
| So 27. Juni 1999, 11:00 Uhr | FC Carl Zeiss Jena     | 3:2      | SC Freiburg              |
| So 27. Juni 1999, 11:00 Uhr | 1. FC Kaiserslautern   | 0:1      | Eintracht Frankfurt      |

## Viertelfinale
| Datum                      |                       | Ergebnis |                          |
| -------------------------- | --------------------- | -------- | ------------------------ |
| Gruppe Nord-West:          |                       |          |                          |
| So 4. Juli 1999, 14:00 Uhr | FC Eintracht Schwerin | 1:4      | Borussia Dortmund        |
| Sa 3. Juli 1999, 17:00 Uhr | SV Werder Bremen      | 4:0      | Borussia Mönchengladbach |
| Gruppe Süd-Südwest:        |                       |          |                          |
| Fr 2. Juli 1999, 19:00 Uhr | 1. FC Nürnberg        | 1:2      | VfB Stuttgart            |
| So 4. Juli 1999, 11:00 Uhr | FC Carl Zeiss Jena    | 0:3      | Eintracht Frankfurt      |

## Halbfinale
Die Partie Borussia Dortmund gegen Werder Bremen musste nach Einspruch von Bremen wegen nicht spielberechtigter Dortmunder Spieler wiederholt werden. Das erste Spiel am 11. Juli 1999 endete 3:1 (1:1) n. V.! Am 18. Juli 1999 fand die Wiederholung statt, deswegen wurde auch das Finale vom 18. Juli 1999 auf den darauffolgenden Mittwoch verlegt!
| Datum                       |                   | Ergebnis |                     |
| --------------------------- | ----------------- | -------- | ------------------- |
| Gruppe Nord-West:           |                   |          |                     |
| So 18. Juli 1999, 11:00 Uhr | Borussia Dortmund | 3:0      | SV Werder Bremen    |
| Gruppe Süd-Südwest:         |                   |          |                     |
| So 11. Juli 1999, 11:00 Uhr | VfB Stuttgart     | 2:1      | Eintracht Frankfurt |

## Finale
| VfB Stuttgart                                                               | VfB Stuttgart | Borussia Dortmund | Borussia Dortmund |
| --------------------------------------------------------------------------- | --- | --- | ----------------- |
| VfB Stuttgart                                                               | \| Mittwoch, 21. Juli 1999 um 18:00 Uhr in Stuttgart (Robert-Schlienz-Stadion) \| \| Ergebnis: 3:1 (1:0) \| \| Zuschauer: 10.000 \| \| Schiedsrichter: Christian Schößling (Leipzig) \|                                                                                  | \| Mittwoch, 21. Juli 1999 um 18:00 Uhr in Stuttgart (Robert-Schlienz-Stadion) \| \| Ergebnis: 3:1 (1:0) \| \| Zuschauer: 10.000 \| \| Schiedsrichter: Christian Schößling (Leipzig) \|                                                                                              | Borussia Dortmund |
| VfB Stuttgart                                                               | Markus Miller – Nikolaos Nakas, Marco Fischer, Michael Fink, Tobias Rathgeb – Marvin Braun, Andreas Hinkel, Denis Berger (76. Michael Rundio) – Felix Luz, Thorsten Smolcic (64. Sandro Villani), Sebastian Hoeneß (70. Kevin Kurányi) Cheftrainer: Hans-Martin Kleitsch | Michael Ratajczak – Alain Tabetando – Tobias Wurm, Florian Thorwart – Denis Boutagrat, Daniel Plenge (56. Benjamin Hettwer), Marco Löring, Timo Achenbach, Sebastian Stein (70. Gökhan Özdemir) – Wojcik Pollok (65. David Odonkor), Vladimir Bogdanov Cheftrainer: Peter Wongrowitz | Borussia Dortmund |
| VfB Stuttgart                                                               | 1:0 Tobias Rathgeb (24.) 2:0 Felix Luz (62.) 3:1 Sandro Villani (80.) | 2:1 Gökhan Özdemir (77.) | Borussia Dortmund |
| Mittwoch, 21. Juli 1999 um 18:00 Uhr in Stuttgart (Robert-Schlienz-Stadion) | | |                   |
| Ergebnis: 3:1 (1:0)                                                         | | |                   |
| Zuschauer: 10.000                                                           | | |                   |
| Schiedsrichter: Christian Schößling (Leipzig)                               | | |                   |